# Megachile trizonata
Megachile trizonata là một loài Hymenoptera trong họ Megachilidae. Loài này được Wu mô tả khoa học năm 2005.